# Lac Big Bear (comté de San Bernardino)
Pour les articles homonymes, voir Lac Big Bear et Big Bear (homonymie).
Le lac Big Bear est un lac de barrage dans les montagnes de San Bernardino, dans le comté de San Bernardino, Californie (États-Unis).